# Triethylsilylgruppe

TES-Gruppe. Der Strich links stellt die freie Valenz dar.

Die Triethylsilylgruppe (TES) ist eine Atomgruppe in der organischen Chemie, die aus einem Siliciumatom mit drei Ethylgruppen und einer freien Valenz besteht. Sie wird insbesondere als Schutzgruppe für Alkohole eingesetzt, wobei sie mit Triethylsilylchlorid eingeführt und durch saure Hydrolyse entfernt werden kann.

## Schützung
Die wichtigste Methode zur Einführung einer Triethylsilylgruppe ist mit Triethylsilylchlorid in Gegenwart einer Base, beispielsweise Pyridin oder 2,6-Lutidin. Ebenso ist die Verwendung von Triethylsilyltriflat in Gegenwart einer Base möglich. Mit geeigneten Katalysatoren wie Triphenylboran oder solchen auf Basis von Ruthenium oder Rhodium kann die TES-Gruppe mit Triethylsilan eingeführt werden. Andere Reagenzien als Quelle für die Triethylsilylgruppe sind Allyltriethylsilan, Triethylsilylperchlorat und Triethylsilylcyanid.

## Entschützung
Die Triethylsilylgruppe ist als Schutzgruppe gegenüber einer Trimethylsilylgruppe um den Faktor 10 bis 100 stabiler. Daher können Trimethylsilylgruppen oft unter Erhalt von Triethylsilylgruppen abgespalten werden. Dagegen können Triethylsilylgruppen unter Erhalt von tert-Butyldimethylsilylgruppen abgespalten werden, beispielsweise mit 2 %igem Fluorwasserstoff in Acetonitril.
Geeignete Reagenzien zur Entschützung von Triethylsilylgruppen sind beispielsweise Hexafluorsiliciumsäure, 2,3-Dichlor-5,6-dicyano-1,4-benzochinon (DDQ), in situ gebildeter Chlorwasserstoff aus 1-Chlorethylchloroformat und Methanol. Diese Reagenzien können unter geeigneten Bedingungen selektiv Triethylsilylgruppen abspalten, während andere Schutzgruppen wie tert-Butyldimethylsilylgruppen erhalten bleiben. Andere Reagenzien wie Zinkbromid und Bismutoxidperchlorat sind nicht selektiv und spalten Triethylsilylgruppen ebenso ab wie Triisopropylsilylgruppen und tert-Butyldimethylsilylgruppen. Mit Dimethylsulfoxid und Oxalylchlorid können primäre Alkohole selektiv entschützt und zu einem Aldehyd oxidiert werden; ähnlich funktioniert auch Iodoxybenzoesäure in Dimethylsulfoxid. Eine einfache und milde Entschützung, die jedoch ebenfalls andere Silylgruppen abspaltet, verwendet 0,5 Mol-% Scandiumtriflat und 5 Äquivalente Wasser in Acetonitril.

## Anwendung
Die Triethylsilylgruppe ist eine Schutzgruppe, mit der insbesondere Alkohole als Silylether geschützt werden. Sie gehört ebenso wie die Trimethylsilylgruppe (TMS), die Triisopropylsilylgruppe (TIPS) und die tert-Butyldimethylsilylgruppe (TBS) zu den häufig genutzten Silyl-Schutzgruppen für die die Reagenzien kommerziell erhältlich sind. Neben Alkoholen können auch Phenole, Carbonsäuren und Amine geschützt werden. Die TES-Gruppe kommt beispielsweise in der Synthese von Oligosacchariden zum Einsatz und wurde auch in einer Totalsynthese von Prostaglandin D1 eingesetzt.